# Tofiq Aghababayev
Tofiq Aghababayev (en azéri : Tofiq Məmmədəli oğlu Ağababayev), né le 8 septembre 1928 à Bakou (république socialiste soviétique d'Azerbaïdjan, république socialiste fédérative soviétique de Transcaucasie, URSS) et mort le 20 décembre 2024, est un peintre soviétique puis azerbaïdjanais, Artiste émérite de la République d'Azerbaïdjan (1992) et Artiste du peuple d'Azerbaïdjan (2007).

## Biographie
Tofiq Aghababayev est né dans une famille de militaire à Bakou. Après avoir terminé la 9e année de l'école secondaire, il entre au département de peinture du Collège d'art d'État d'Azerbaïdjan Azim Azimzade (1946-1951). Entre 1953 et 1959, l'artiste étudie à la faculté de céramique et de verre de Académie d'art et d'industrie Stieglitz (anciennement École supérieure d'art et d'industrie V. Mukhina) à Saint-Petersbourg et obtient une spécialité en vitrocéramique.

## Distinctions
- Artiste émérite de la République d'Azerbaïdjan (1992)
- Titre honorifique "Artiste du peuple de la République d'Azerbaïdjan"  29 décembre 2006
- Bourse individuelle du Président de la République d'Azerbaïdjan 17 juin 2008[4]
- Ordre Chohrat Ordre de la Gloire (Azerbaïdjan) 12 septembre 2023[5].

## Œuvres
Tofiq Aghababayev a créé des œuvres dans le domaine des arts décoratifs appliqués monumentaux, du graphisme et de la peinture. Le triptyque Lyrique azerbaïdjanaise (céramique, 1960, Musée d'art d'Azerbaïdjan), la plaque de mosaïque Cirque d'Azerbaïdjan du Cirque d'État de Bakou ont reçu le prix du Conseil des ministres de la RSS d'Azerbaïdjan en 1967 (« Zorkhana » etc., smalta, 1967). Panneau de mosaïque Printemps (marbre, émail, 1970) de style miniature près du parc ferroviaire des enfants à Bakou, ainsi que Réserve d'Absheron, Huile de Bakou au front, Forestier, Souffle de la terre, Mai 1945, Bakou attirent l'attention.
De 1966 à 1968, Tofiq Aghababayev travaille comme peintre en chef de la ville de Bakou. La restauration des armoiries du soviet de Bakou, la création de la clé symbolique de Bakou sont liées au nom deTofiq Aghababayev. Les œuvres en mosaïque du Comité national des statistiques, de la salle de sport de l'Université d'architecture et de construction appartiennent à l'artiste. 
Les portraits à l'huile :
- Étudiante (1972) ;
- L'académicien Ziya Bunyadov (1978) ;
- Académicienne I. Orudjova (1978);
- Chah Ismayil  (1988-1989) ;
- U. Hadjibeyov (1992).

Ces dernières années, l'artiste s'est engagé très sérieusement dans la peinture. Ces œuvres incluent:
- Couleurs de l’espoir
- Sans paroles
- Chanson de pringtemps
- Mélodie orientale
- Le souffle de printemps.

Les œuvres de Tofiq Aghababayev sont conservées au Musée d'État d'Azerbaïdjan, à la fondation de l'Union des artistes d'Azerbaïdjan, au Musée américain, à Londres, au Canada et dans de nombreux autres musées et galeries privées.